# Liste der Jugendherbergen in der DDR
Die Jugendherbergen und Wanderquartiere in der DDR waren staatliche Einrichtungen. Sie unterstanden der Abteilung Volksbildung des jeweiligen Rat des Bezirkes. Übergeordnet gab es bei der Regierung der DDR das Amt für Jugendfragen, das in der Clara-Zetkin-Straße 93 in Berlin seinen Sitz hatte.
Nachfolgende Liste enthält alle Jugendherbergen und ständigen Wanderquartiere, geordnet nach Bezirken der DDR. Grundlage für die Eintragungen bilden die Jugendherbergsverzeichnisse, die in unregelmäßigen Abständen erschienen. Das Kürzel der jeweiligen Jugendherberge bestand aus einem Buchstaben für den Bezirk (der mit den Kfz-Kennzeichen korrespondierte) und einer zweistelligen Ziffer, beispielsweise T02 für die JH „Glückauf“ in Elterlein. Die Ziffern in dieser Liste stimmen nicht mit den ursprünglichen Jugendherbergsnummern überein.
- JH: Jugendherberge
- JTH: Jugend-Touristhotel
- JEZ: Jugend-Erholungszentrum

## Berlin(I)
1. DJH und Touristenhaus, Berlin-Grünau, Dahmestraße 6. Sie bestand aus mehreren Objekten direkt am Langen See, heute: Touristenhaus Berlin-Grünau
2. DJH Berlin-Grünau, Regattastr. 147 – heute: Bürohaus
3. Schwimmende DJH „Spreeathen“

## Bezirk Cottbus(Z)
1. DJH „Friedrich Ludwig Jahn“, Burg (Spreewald), Jugendherbergsweg 8 – besteht noch
2. DJH „Haus am See“, Byhleguhre, Am See 2 – heute: Haus am See
3. DJH „Franz Striemann“, Cottbus, Klosterplatz 2–3 – besteht noch
4. Wanderquartier Zentralturnhalle Cottbus, Friedrich-Ludwig-Jahn-Str. 8 (nur im Sommer) – heute: Städtische Turnhalle
5. DJH „Heinz Sunkel“, Gröden, Alter Schachtweg 2 – heute: Landhaus Gröden
6. Wanderquartier Jugendklubhaus Herzberg/Elster, Breitenweg 1
7. DJH „Fryco Rocha“, Jessern
8. DJH Lübben, Dorfaue 16
9. Wanderquartier Station „Junger Techniker“ Lübbenau
10. Wanderquartier Kanu-Heim Lübbenau (BSG „Einheit“)
11. Wanderquartier Muskau
12. Wanderquartier Naundorf bei Vetschau
13. DJH „Nicolai Ostrowski“, Peitz, Alte Bahnhofstr. 81 – heute Rechtsanwaltskanzlei
14. Wanderquartier Spremberg „Haus der Jugend“
15. DJH „Neues Leben“ Uebigau
16. DJH Vetschau
17. Wanderquartier Wallbergen

## Bezirk Dresden(R)

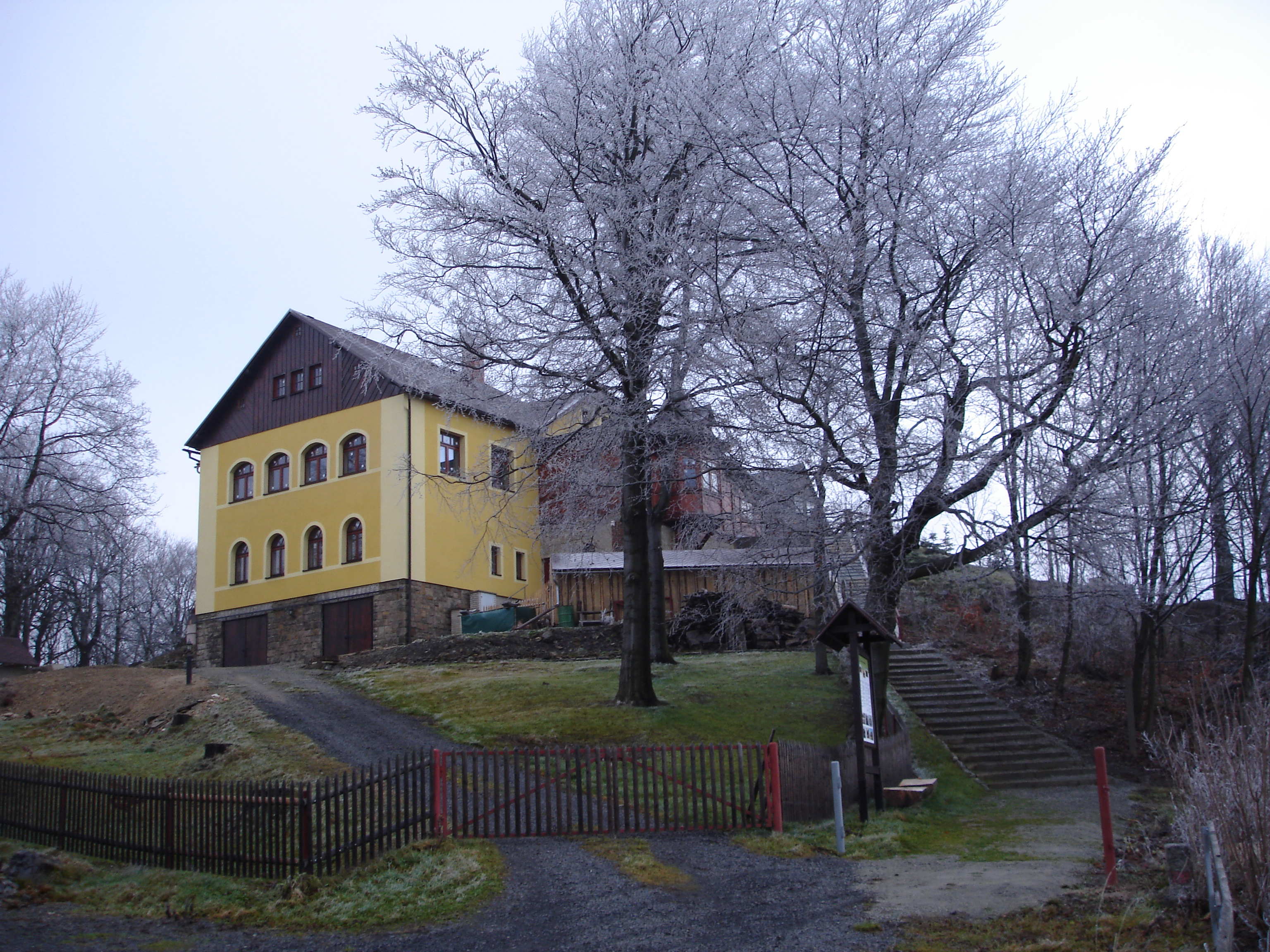
Frühere DJH „Julius Fucik“ auf dem Johannisstein

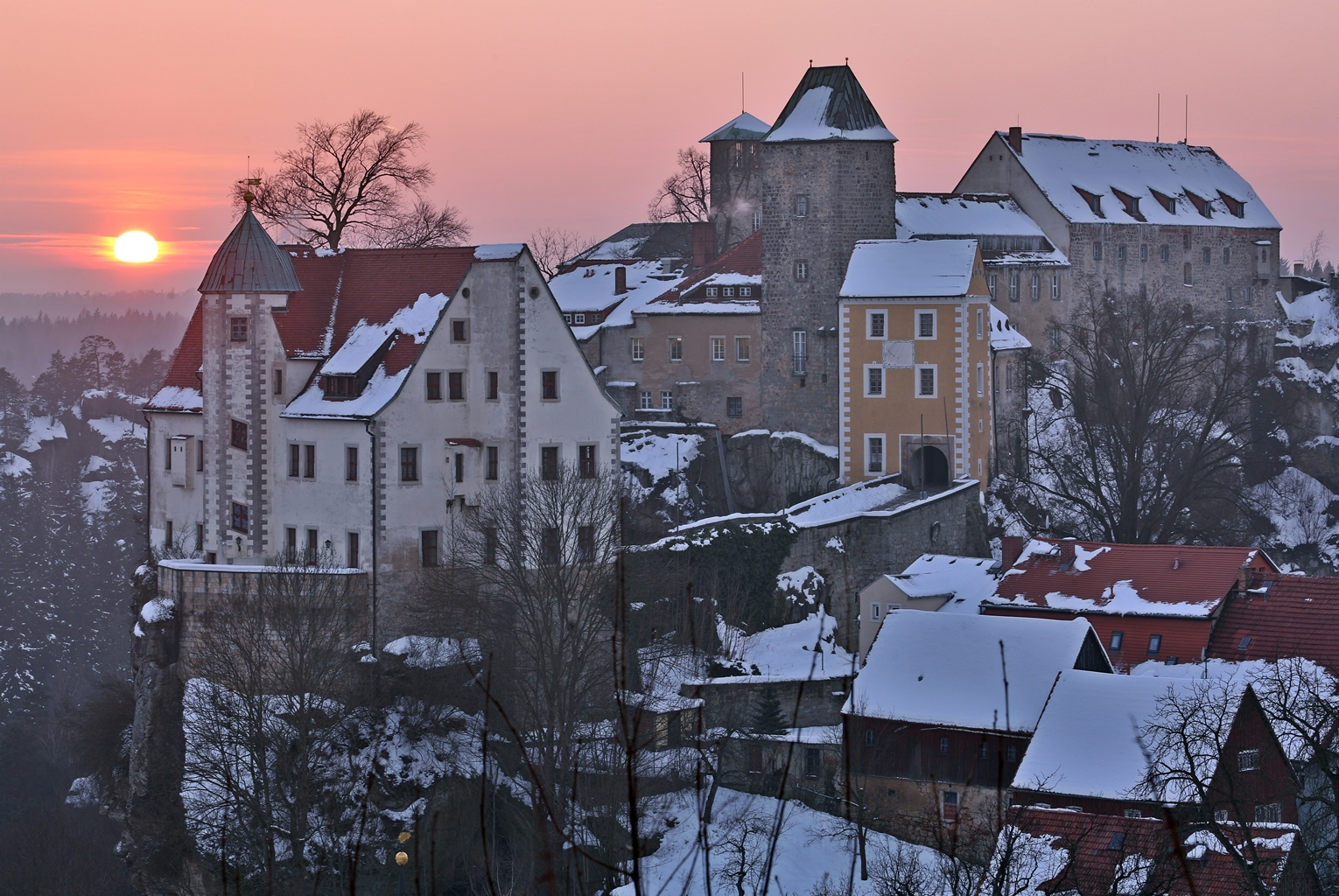
Frühere DJH „Ernst Thälmann“ in der Burg Hohnstein

1. DJH „Otto Buchwitz“, Altenberg, Rehefelder Str.
2. DJH „Rudi Hempel“, Bad Schandau, OT Ostrau, Dorfstr. 14 – besteht noch
3. Wanderquartier „Kirnitzschtalhütte“, Bad Schandau, OT Ostrau
4. Wanderquartier „Kurt-Schlosser-Hütte“, Bad Schandau, OT Ostrau
5. Wanderquartier „Zschiehädelhütte“, Bad Schandau, OT Ostrau
6. Zeltjugendherberge „Kleine Liebe“, Bad Schandau, OT Ostrau
7. DJH „Am Zwinger“, Bautzen
8. Wanderquartier Burkhardswalde
9. Wanderquartier Cunewalde
10. DJH „Rudi Arndt“, Dresden, Hübnerstr. 11
11. Wanderquartier Dresden-Oberloschwitz, Siekstr. 33
12. Wanderquartier Ebersbach/Sa.
13. Wanderquartier Garsebach
14. DJH „Hanno Günther“, Geising, Teplitzer Str. 240
15. DJH „Gretel Walter“, Geising, Löwenhainer Str.
16. DJH „Schönhof“, Görlitz, Untermarkt
17. Wanderquartier Großröhrsdorf
18. DJH „Heinz Kapelle“, Halbendorf/Spree
19. Wanderquartier Hermsdorf (Erzgebirge)
20. DJH „Ernst Thälmann“, Hohnstein (Sächsische Schweiz)
21. DJH „Hilde Coppi“, Jonsdorf. Bis 2017 DJH „Dreiländereck“, Hainstraße 14, 02796 Luftkurort Jonsdorf; dann geschlossen.
22. DJH „Walter Husemann“, Jonsdorf
23. Wanderquartier „Bruno Tesch“, Jonsdorf
24. DJH „Hans Beimler“, Klingenberg
25. DJH „Julius Fucik“, Königstein
26. Wanderquartier „Latzhütte“, Königstein
27. Wanderquartier „Lottersteighütte“, Königstein
28. Wanderquartier „Edelweißhütte“, Krippen
29. JH „Richard Schuster“, Neschwitz
30. JH „Valtenberghaus“, Neukirch
31. JH „Martin Andersen Nexö“, Ohorn
32. JH „Paul Neck“, Panschwitz-Kuckau
33. JH „Weltfrieden“, Pirna-Copitz, jetzt DJH Pirna-Copitz, Zum Wesenitzbogen 9, 01796 Pirna
34. JH „Wilhelm Dieckmann“, Radebeul
35. JH „Georg Schumann“, Schellerhau
36. JH „Nikolai Ostrowski“, Zinnwald-Georgenfeld
37. JH „Hugo Klügel“, Zinnwald-Georgenfeld
38. JH „Etkar André“, Ostritz
39. JH „Zur Windmühle“, Steina
40. JH „John Schehr“, Meißen
41. JH „Albert Funk“, Neugersdorf
42. JH „Thomas Mann“, Oberoderwitz
43. JH „Karl Stein“, Kurort Rathen
44. JH „Hans Dankner“, Schöna – heute: private Jugendherberge „Zirkelsteinhaus“
45. JH „Hermann Voß“, Strehla
46. JH „Hugo Spinn“, Porschendorf
47. JH „Geschwister Scholl“, Tharandt

## Bezirk Erfurt(L)
1. JH „Werner Gottfeld“, Arnstadt
2. JH „Olga Benario“, Gräfenroda
3. JH „August Bebel“, Bad Sulza
4. JH „Artur Becker“, Eisenach
5. JH „Erich Honstein“, Eisenach
6. JH „Karl Reimann“, Erfurt
7. JH „Rudolf Breitscheid“, Friedrichroda
8. JH „Freundschaft“, Gotha
9. JH „Theodor Neubauer“, Brotterode
10. JH „Hugo Gräf“, Tambach—Dietharz
11. JTH „Völkerfreundschaft“, Erfurt
12. JH „Rudi Schwarz“, Martinfeld
13. JH „Heinrich Pfeiffer“, Mühlhausen
14. JH „Fritz Gießner“, Nordhausen
15. JH „Freundschaft“, Rastenberg
16. JH „15. August“, Weimar
17. JH „Ernst Thälmann“, Weimar
18. JTH „Maxim Gorki“, Weimar
19. JH „Albert Kuntz“, Weimar–Buchenwald

## Bezirk Frankfurt(E)
1. JH „Teufelssee“, Bad Freienwalde
2. JH „Adolf Reichwein“, Tiefensee
3. JH „Erich Köhler“, Biesenthal
4. JH „Liepnitzsee“, Lanke
5. JH „Lilo Hermann“, Wandlitz
6. JH „Bernhard Kellermann“, Chorin
7. JTH „Hermann Matern“, Joachimsthal
8. JH „Grete Walter“, Bremsdorfer Mühle
9. JH „Helmut Just“, Bad Saarow-Pieskow
10. JH „Rudi Schwarz“, Berkenbrück
11. JH „Am Oder-Spree-Kanal“, Braunsdorf
12. JH „Theodor Fontane“, Grünheide (Mark)
13. JH „Erich Wundersee“, Kagel
14. JH „Karl Liebknecht“, Rüdersdorf
15. JH „Ku Ba“, Buckow
16. JH „Käthe Kollwitz“, Eggersdorf
17. JH „Erich Weinert“, Münchehofe
18. JTH „Freundschaft“, Frankfurt
19. JH „X. Weltfestspiele“, Ruhlsdorf
20. JEZ am Scharmützelsee, Wendisch-Rietz

## Bezirk Potsdam(D)
1. JH „Burg Eisenhardt“, Belzig
2. JH „Burg Rabenstein“, Raben
3. JH „Walter Husemann“, Brandenburg (Havel)
4. JH „Köriser See“, Klein Köris, jetzt DJH Köriser See, Am Kleinköriser See 5, 15746 Groß Köris
5. JH „Köthener See“, Köthen
6. JH Bork
7. JH „Max Reimann“, Brieselang
8. JH Prebelow
9. JH „Erich Weinert“, Friedrichsthal
10. JH „X. Weltfestspiele“, Lehnitz
11. JH „Pau Richter“, Schildow
12. JH „30. Jahrestag der DDR“, Potsdam
13. JH „Karl Liebknecht“, Potsdam
14. JTH „Theodor Fontane“, Werder (Havel)
15. JH „Havelland“, Werder (Havel)
16. JH „Freundschaft“, Milow
17. JH Klausdorf

## Bezirk Rostock(A)
1. JH „Horst Vieth“, Bad Doberan
2. JTH „Karl Friedrich Wilhelm Wander“, Ostseebad Kühlungsborn
3. JH Gallentin
4. JH „Hertha Lindner“, Greifswald
5. JH Großenhof
6. JH „Karl Krull“, Barth – bestand noch bis 2019, seit 2021 wird auf einem Teil des Geländes ein Reiterhof betrieben
7. JH „Heinz Peters“, Born a. Darß
8. JH „Carl Schönhaar“, Ribnitz-Damgarten
9. JH „Bemhard Sikorski“, Ostseebad Zingst
10. JH „Erwin Fischer“, Rostock-Warnemünde
11. JH „Fritz Thiel“, Ostseebad Graal-Müritz
12. JTH „Heinz Kapelle“, Ostseebad Binz
13. JH „Ernst Moritz Arndt“, Glowe
14. JTH „Traditionsschiff“, Rostock-Schmarl
15. JH „Wilhelm Thews“, Saßnitz
16. JH „Grete Waller“, Stralsund
17. JH „Conrad Blenkle“, Stralsund-Devin
18. JH „Erich und Charlotte Garske“, Beckerwitz
19. JH „Eberhard Decken“, Lubmin
20. JH „Herbert Tschäpe“, Seebad Heringsdorf
21. JH „Waldemar Estel“, Trassenheide
22. JH „Hertha Lindner“, Zinnowitz

## Bezirk Halle(K)
1. JTH „Käthe Kollwitz“, Bad Frankenhausen
2. JH Meisdorf
3. JH Kretzschau
4. JH „Jupp Angenfort“, Dessau
5. JH „Mansfelder Land“, Seeburg
6. JH Gorenzen
7. JH „Gerhart Eisler“, Kurort Wippra
8. JTH „Werner Lamberz“, Naumburg (Saale)
9. JH „Erich Weinert“, Bad Kösen
10. JEZ „Hanno Günther“, Eckartsberga
11. JH „Friedrich Ludwig Jahn“, Freyburg (Unstrut)
12. JH „Rudi Schwarz“, Ballenstedt-Opperode
13. JH „Bremer Teich“, Gernrode
14. JH „Ernst Thälmann“, Güntersberge
15. JH „Junger Pionier“, Harzgerode
16. JH „Hertha Lindner“, Thale (Harz)
17. JH „Hermann Hagendorf“, Coswig (Anhalt)
18. JH Sangerhausen
19. JH „Thomas Müntzer“, Kurort Stolberg
20. JH „Deutsch-Sowjetische Freundschaft“, Mansfeld
21. JH „Arthur Weisbrodt“, Goseck
22. JH „X. Weltfestspiele“, Bernburg (Saale)
23. JH „Otto Plättner“, Lutherstadt Wittenberg
24. JH Osterfeld
25. JH „Wasserburg“, Heldrungen

## Bezirk Karl-Marx-Stadt(T)
1. JH „Glückauf“, Elterlein
2. JH „Carl Grunert“, Grumbach
3. JH „Bruno Kühn“, Jöhstadt
4. JH „Werner Illmer“, Jöhstadt

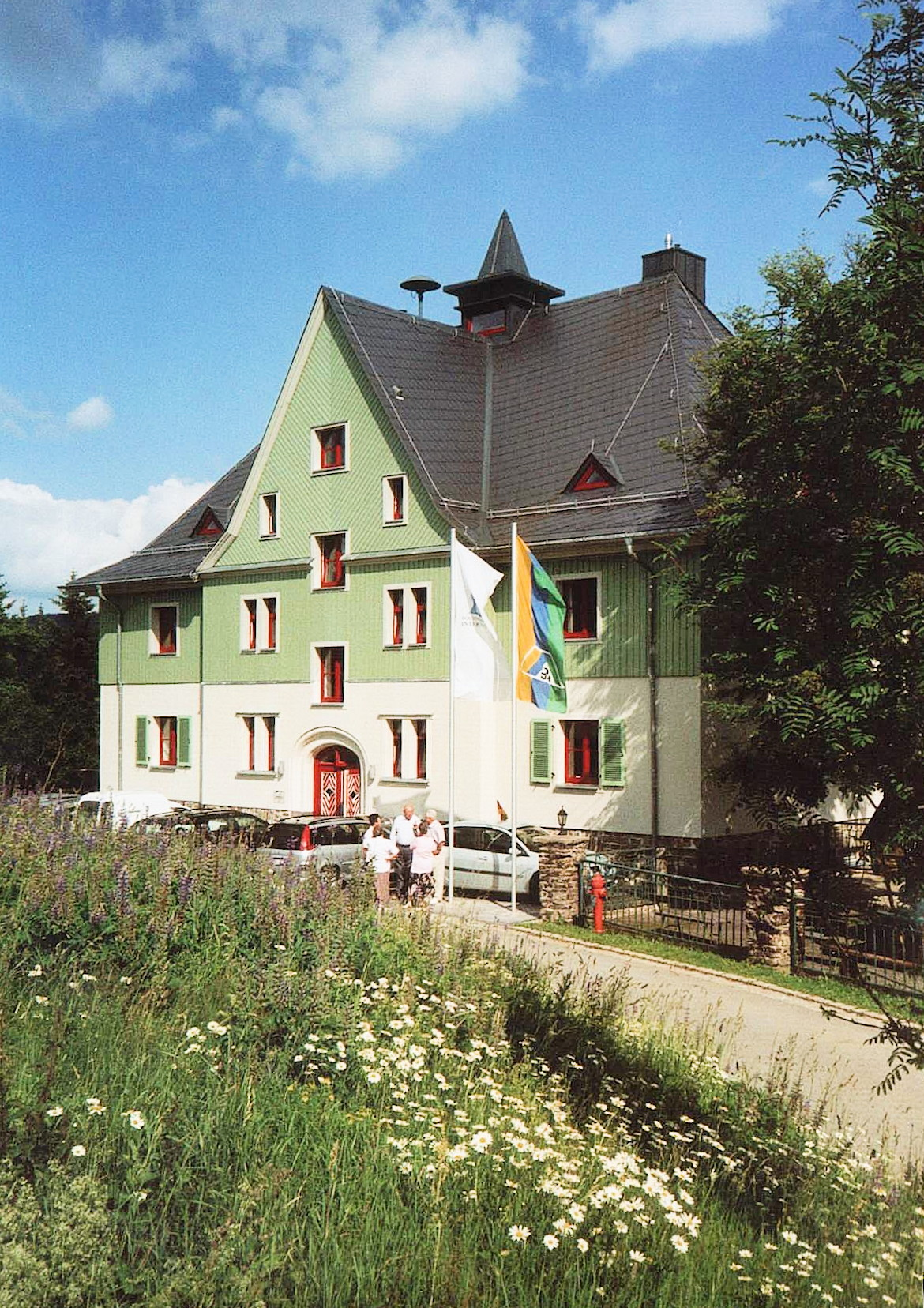
Jugendherberge „Ernst Schneller“, Johanngeorgenstadt

5. JTH „Karl Liebknecht“, Kurort Oberwiesenthal
6. JH „Rudolf Marek“, Neudorf
7. JH „Hans Beimler“, Sosa
8. JH „Karl Marx“, Sosa
9. JH „Max Roscher“, Frauenstein
10. JH „Hilde Coppi“, Holzhau – heute: Pension Torfhaus
11. JH „Ilja Ehrenburg“, Sayda-Mortelgrund
12. JH „Etkar André“, Bieberstein
13. JH „X. Weltfestspiele“, Falkenhain
14. JH „August Bebel“, Lichtenstein (Sachsen) – heute: Kinderarche Sachsen (Wohngruppe für Kinder und Jugendliche)
15. JH „Erich Steinfurth“, Karl-Marx-Stadt – heute: private Jugendherberge
16. JH „Wilhelm Pieck“, Geyer
17. JH „Klement Gottwald“, Klingenthal
18. JH „Hertha Lindner“, Schöneck (Vogtland)
19. JH Zwota
20. JH „Talsperre Pöhl“, Helmsgrün
21. JH „Hanno Günther“, Pockau
22. JH „Conrad Blenkle“, Zöblitz – heute: Christliches Freizeitzentrum Hüttstattmühle
23. JH „Hermann Matern“, Taltitz – besteht noch
24. JH „Rosa Luxemburg“, Fröbersgrün
25. JH „Eugen Schönhaar“, Plauen
26. JH „Charlotte Rotholz“, Mylau
27. JH „Walderholung“, Mylau
28. JH „Heinrich Heine“, Rochsburg
29. JH „Fritz Heckert“, Rochlitz
30. JH „Ernst Schneller“, Johanngeorgenstadt
31. JH „Ernst Scheffler“, Rittersgrün
32. JH „Adolf Hennecke“, Hormersdorf – besteht noch
33. JH „Rudolf Breitscheid“, Thalheim (Erzgebirge)
34. JH „Alexej Stachanow“, Gehringswalde
35. JH „Kurt Richter“, Ehrenfriedersdorf
36. JH „Robert Reinhold“, Thum
37. JH „Ernst Hänel“, Wilkau-Haßlau

## Bezirk Leipzig(S)
1. JH Windischleuba
2. JH „Katja Niederkirchner“, Waldheim
3. JH „Horst Heilmann“, Bad Düben
4. JH „Karl Marx“, Sprotta
5. JH „V. N. Schandakow“, Ossa
6. JH „Käthe Kollwitz“, Colditz
7. JH „Erich Weinert“, Grethen
8. JH „Jonny Schehr“, Mutzschen
9. JTH „Georg Schumann“, Leipzig
10. JH „Alfred Frank“, Leipzig
11. JTH Großdeuben
12. JH „Georgi Dimitroff“, Dahlen. Seit 2018 geschlossen.

## Bezirk Magdeburg(H)
1. JTH Magdeburg
2. JH Zichtau
3. JH „Anton Saefkow“, Blankenburg (Harz)
4. JH „Herbert Zschäpe“, Haldensleben
5. JH „Hugo Launicke“, Magdeburg
6. JH „Jonny Schehr“, Luftkurort Arendsee
7. JH Arneburg
8. JH „Karl Liebknecht“, Blankenburg (Harz)
9. JH „Im Rehtal“, Derenburg
10. JH „Brigadas Internacionales“, Elbingerode (Harz)
11. JH „Martin Schwantes“, Stiege
12. JH „Ernst Lehmann“, Wernigerode
13. JH „Ernst Grube“, Wernigerode
14. JH „Karlshaus“, Wernigerode
15. JH „Felsenburg“, Dahlenwarsleben

## Bezirk Neubrandenburg(C)
1. JH „Hans Nahlik“, Murchin
2. JH „Gustav Possekel“, Demmin
3. JH „Hanno Günther“, Burg Stargard
4. JH „Katja Niederkirchner“, Feldberg
5. JH „Franz Hollnagel“, Mirow
6. JH „Philipp Müller“, Röbel (Müritz)
7. JH „Franz Mensing“, Zielow
8. JH „Emmerich Schaper“, Teterow
9. JH „Otto Nimmergut“, Waren (Müritz)
10. JH „Ernst Schneller“, Dahmen
11. JH Neubrandenburg

## Bezirk Gera(N)
1. JH „Froschmühle“, Eisenberg
2. JH „Thomas Mann“, Gera-Zeulsdorf
3. JH „A. S. Makarenko“, Weida
4. JH „Phillip Müller“,  Weida
5. JH „Juri Gagarin“, Greiz
6. JH „Walter Fischer“, Freienorla
7. JH „Geschwister Scholl“, Seitenroda
8. JH „Jost Schmit“, Ranis
9. JH „Wendolin Schaller“, Bad Blankenburg
10. JH „Georgi Dimitroff“, Schwarzburg
11. JH „Magnus Poser“, Neidenberga
12. JH „Patrice Lumumba“, Neuenbeuthen
13. JH „Anton Saefkow“, Saalfeld (Saale)
14. JH „Dr. Richard Sorge“, Burgk
15. JH „Philipp Müller“, Plothen
16. JH „Dr. Theodor Neuhauer“, Ziegenrück
17. JH „Clara Zetkin“, Langenwetzendorf
18. JH „Philipp Müller“, Zeulenroda
19. JH „Nikos Belojannis“, Schönbrunn
20. JH „Station Junger Touristen“, Gera-Liebschwitz

## Bezirk Schwerin(B)
1. JH „Peter Göring“, Krakow am See
2. JH „Helmut Just“, Grabow
3. JH „Alte Burg“, Neustadt-Glewe
4. JH „Walter Husemann“, Plau
5. JH „Kurt Bürger“, Schwerin
6. JH „Carl Moltmann“, Flessenow

## Bezirk Suhl(O)
1. JH „Fritz Wagner“, Bamshausen
2. JH „Emst Heilmann“, Schnett
3. JH „Nikolai Ostrowski“, Ilmenau
4. JH „Am Rennsteig“, Schmiedefeld
5. JH „Helmut Just“, Katzhütte
6. JH „Jupp Angenfort“, Lauscha
7. JH „Karl Marx“, Neuhaus a. Rennweg
8. JH „Ernst Knaack“, Brotterode
9. JH „Werner Seelenbinder“, Schnellbach
10. JH „Jochen Weigert“, Zella–Mehlis